# Jost-Christian zu Stolberg-Stolberg
Jost-Christian Fürst und Graf zu Stolberg-Stolberg (Stolberg, 19 juli 1940) is sinds 2 januari 1972 de 4e vorst en hoofd van de hoogadellijke en ebenbürtige tak Stolberg-Stolberg uit het Huis Stolberg. Als vorst en hoofd van de tak voert hij het predicaat Doorluchtigheid.

## Biografie
Stolberg-Stolberg werd geboren als zoon van Wolff-Heinrich Fürst und Graf zu Stolberg-Stolberg (1903-1972), 3e vorst en hoofd van de tak Stolberg-Stolberg, en Irma Erfert (1910-1994). Zijn zus Sophie Charlotte Prinzessin zu Stolberg-Stolberg (1943) trouwde in 1967 met Friedrich Wilhelm Fürst zu Wied (1931-2000). Zijn broer en Erbprinz Johann Wolfgang overleed in 1964 waardoor hij opvolger van zijn vader werd. Hij trouwde in 1980 met de Brusselse Sylviane Janssens van der Maelen (1956), met wie hij vier kinderen kreeg, onder wie de Erbprinz Christoph-Ludwig (1982), die allen in Brussel zijn geboren. Zijn zussen en broer, als zonen van de vorst, en kinderen voeren de titels van prins(es), de overige telgen de titel van graaf/gravin.
Als hoofd van de tak Stolberg-Stolberg voert hij ook de titels Graf zu Königstein, Rochefort, Wernigerode en Hohenstein, Herr zu Eppstein, Münzeberg, Breuberg, Agimont, Lohra en Clettenberg, enz. Hij woont met zijn gezin zowel in Brussel als in Stolberg.